# Rylen (bæltbåd)
 Ikke at forveksle med Rylen (skib fra 1948).
 Der er for få eller ingen kildehenvisninger i denne artikel, hvilket er et problem. Du kan hjælpe ved at angive troværdige kilder til de påstande, som fremføres i artiklen.

Rylen er en bæltbåd bygget i Kerteminde 1896 som sildedrivkvase, hvilket vil sige, at man i storebæltsområdet drev med sildegarn. 
Det var almindeligt at masterne på drivkvaserne kunne lægges ned for at forhindre for megen drift for vejret i forhold til de udlagte garn. 
Rylens nyere historie påbegyndes med Achton Friis's erhvervelse af skibet i 1920'erne. Formålet var at ombygge det tidligere fiskefartøj til ekspeditionsskib. Med Rylen foretog Achton Friis og kertemindemaleren Johannes Larsen de mange rejser, som udmøntedes i bøgerne De danskes øer. 
Rylen er nu ejet, vedligeholdes og drives af Østfyns Museer, Kerteminde / Nyborg og har sin naturlige base i Kerteminde havn. Gennem de seneste år har Rylen opnået renaissance som ekspeditionsskib, dels på malertogter med grafikeren Jens Bohr som skipper og forskellige kunstnere som besætning og gæster, og dels som ekspeditionsskibet i genoplevelsen af "De danskes øer", der udmøntedes i en TV-filmserie kaldet Gensyn med de danskes øer, der blev tilrettelagt af Jørgen Flindt Pedersen.